# I bims
I bims ist eine bewusste Falschschreibung von Ich bin’s. Der Ausdruck, der zum Netzjargon der Vong-Sprache gehört, wurde durch den Langenscheidt-Verlag zum Jugendwort des Jahres 2017 gekürt. In Österreich wurde im selben Jahr der Satz „Hallo, I bims!“ zum Jugendwort des Jahres erklärt.

## Herkunft und Bedeutung
Der Ausdruck „I bims“ wie auch die häufige Nutzung der Formulierung „vong … her“ wurden ursprünglich durch den österreichischen Rapper Money Boy geprägt. Weiter verbreitet wurden diese Schreibweisen auf der Facebook-Seite Nachdenkliche Sprüche mit Bilder, deren Betreiber Sebastian Zawrel dort unter dem Pseudonym „Willy Nachdenklich“ schreibt. Die geposteten Text- und Bildbeiträge persiflieren Zawrel zufolge „diese ganzen Sinnsprüche, die ständig bei Facebook gepostet werden“. Seine Texte enthalten bewusst viele sprachliche Fehler und nehmen damit humoristisch Bezug auf die schlechten Rechtschreib- und Grammatikkenntnisse vieler Social-Media-Nutzer. „I bims“ wurde auf der Seite „Nachdenkliche Sprüche mit Bilder“ ebenso zum Running Gag wie die Formulierung „von... her“, die nun in der Regel als „vong … her“ verballhornt wurde.
Wegen der häufigen Nutzung der Formulierung „vong … her“ wird dieser Sprachstil oft auch als Vong bezeichnet; „I bims“ gilt als deren populärster Ausdruck. Ursprünglich als reine Persiflage entstanden, ist die Formulierung durch die starke mediale Verbreitung auch Teil der tatsächlichen Jugendsprache geworden.

## Rezeption und Vermarktung
Am 17. November 2017 wurde I bims von der zuständigen 20-köpfigen Jury zum deutschen Jugendwort des Jahres 2017 gewählt und setzte sich damit unter 30 zur Auswahl stehenden Begriffen durch. Bei der vorangegangenen unverbindlichen Online-Umfrage, die mit etwa einer Million Abstimmenden einen Teilnehmerrekord verzeichnete, hatte der Ausdruck den letzten Platz belegt. Die Begründung der Jury, sich trotzdem für diesen Kandidaten entschieden zu haben, lautete unter anderem, dass I bims in Deutschland überregional bekannt sei und stellvertretend für viele weitere Begriffe der sogenannten „Vong-Sprache“ stehe. Andere nominierte Wörter seien nur regional verbreitet, wie etwa der Spitzenreiter der Online-Umfrage, geht fit, der hauptsächlich im Ruhrgebiet bekannt sei. Dennoch führte die Auswahl des Jugendwortes wie bereits in den Jahren zuvor zu einer Debatte, ob die jeweiligen „Jugendwörter des Jahres“ die wirklich verwendete Jugendsprache widerspiegeln.
Am 8. November 2017 war „I bims“ von einem Unternehmen beim Deutschen Patent- und Markenamt (DPMA) als Wortmarke eingetragen worden. Bereits im Folgejahr musste die Marke jedoch auf Antrag Dritter wieder gelöscht werden.